# Maassluis
Maassluis er en by i det vestlige Holland, i provinsen Zuid-Holland. Kommunen har en befolkning på 33.567 (2021) og dækker et areal på 10,12 km².